# Taraira (kommun)
Taraira är en kommun i Colombia.   Den ligger i departementet Vaupés, i den sydöstra delen av landet, 800 km sydost om huvudstaden Bogotá. Antalet invånare är 1 048.